# 420356 Praamzius
420356 Praamzius è un oggetto transnettuniano. Scoperto nel 2012, presenta un'orbita caratterizzata da un semiasse maggiore pari a 42,7754570 UA e da un'eccentricità di 0,0059339, inclinata di 1,09468° rispetto all'eclittica.
L'asteroide è dedicato a Praamžius, divinità suprema della mitologia lituana.